# House of One

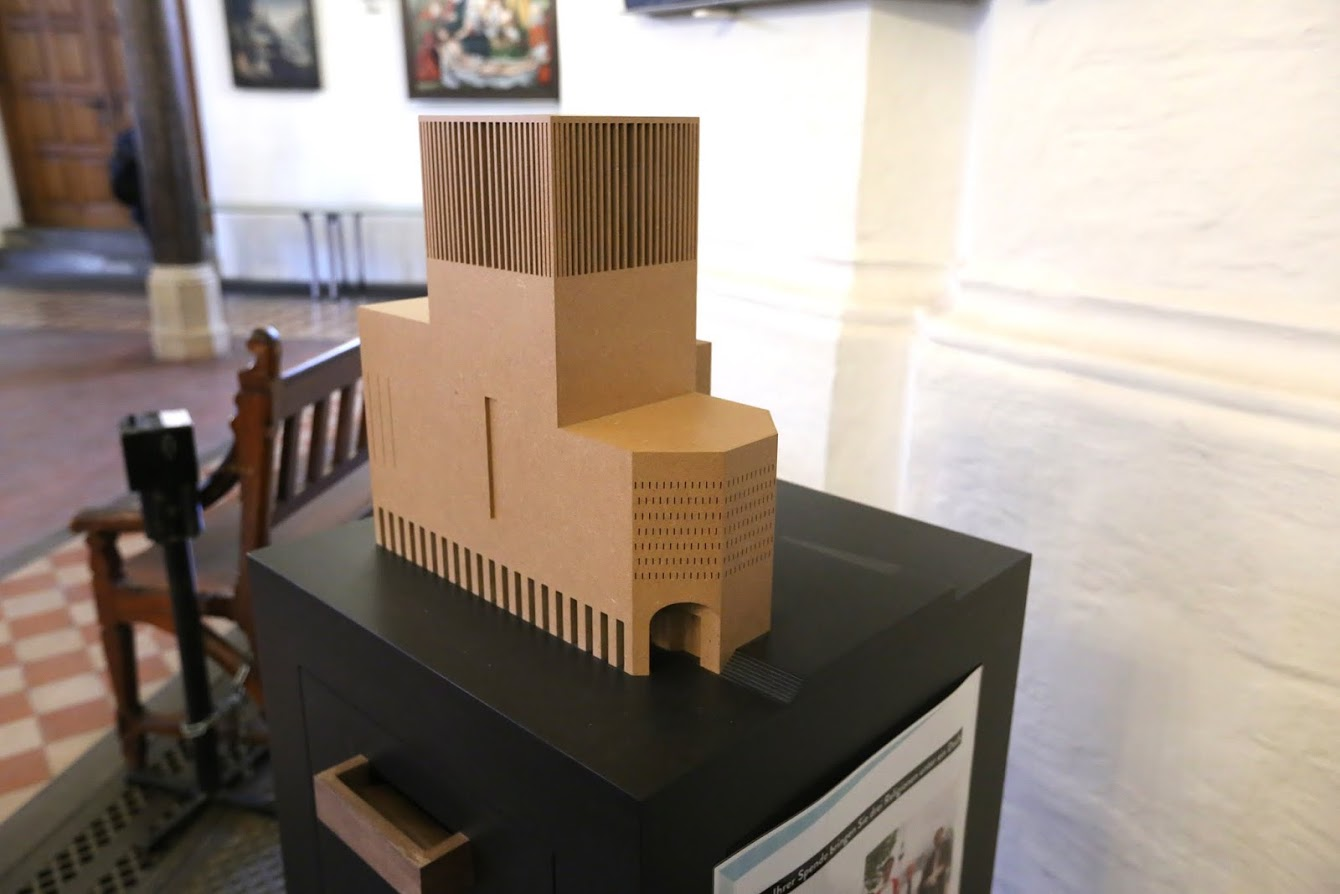
Maquete do edifício em construção

House of One é um edifício religioso que está em construção na cidade alemã de Berlim e espera estar terminado em 2021. É único no mundo com estas características, por estar destinada a três credos monoteístas diferentes, contendo em si uma igreja, uma mesquita e uma sinagoga. A ideia não é fundir as religiões, mas aproximá-las e fazê-las dialogar.
Está localizada em Fischerinsel, onde se construiu pela primeira vez uma igreja na cidade berlinense.